# مسجد جدید

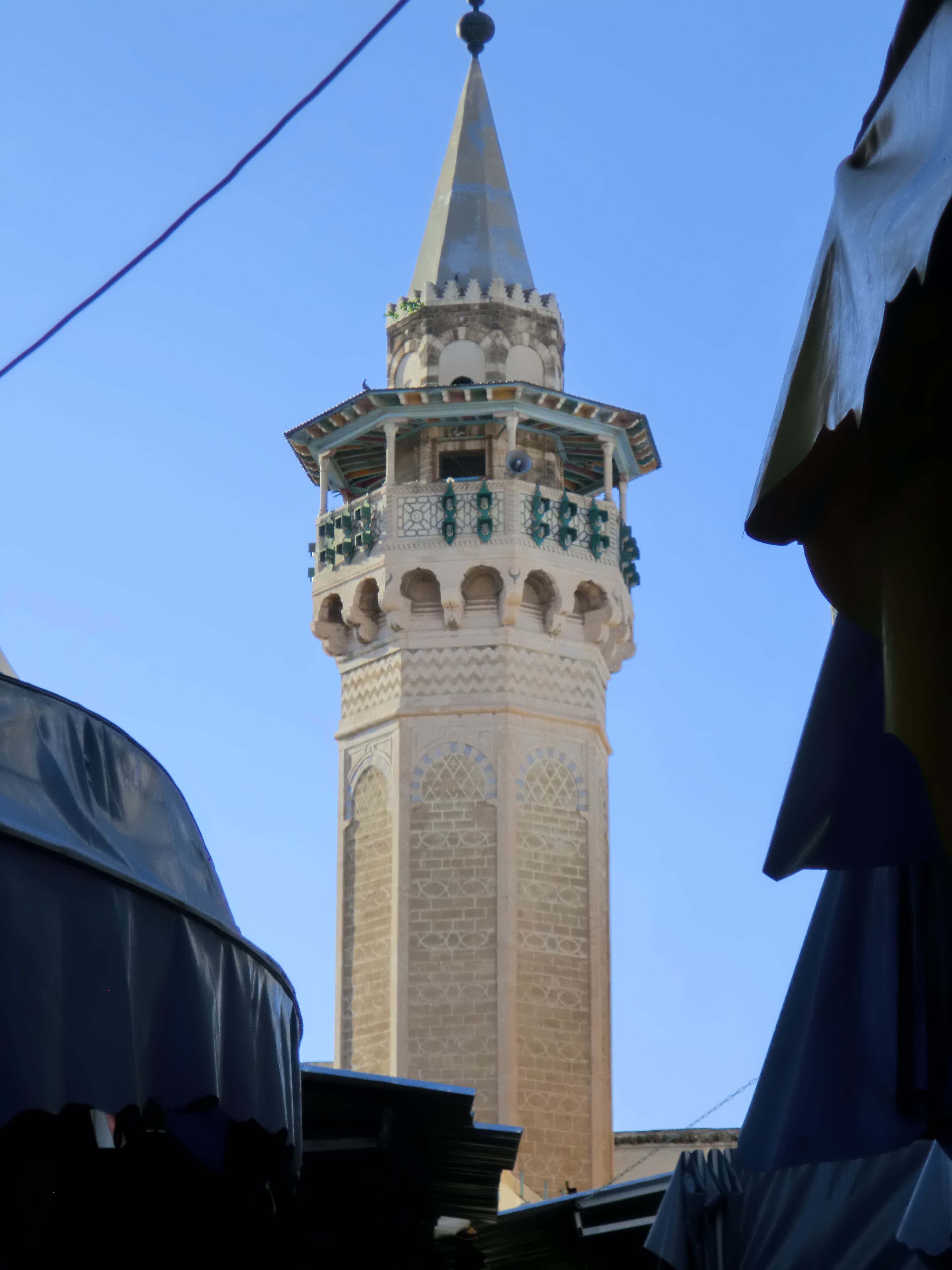
مناره مسجد جدید

مسجد جدید (عربی: الجامع الجديد) یا مسجد صباغین (رنگرزها) عبارت است از یک مسجد تونسی که در قسمت قدیمی شهر تونس قرار دارد و به‌طور مشخص در محله صباغین (رنگرزها) می‌باشد.

## تاریخچه
ساختمان این بنا به دستور حسین بن علی بنیان‌گذار دولت حسینیه در سال ۱۱۳۹ هجری قمری برابر با ۱۷۲۶ میلادی داده شد. این مسجد جزئی از یک مجموعه ساختمانی شامل یک مدرسه و مقبره سیدی قاسم الصبابطی که اولین نماز را در این مسجد در سال ۱۱۳۹ هجری قمری برابر با ۱۷۲۶ میلادی اقامه نمود می‌باشد. از بین پیشنمازان و سخنرانان که در این مسجد بودند می‌توان به‌طور خاص از شیخ احمد بن علی مصطفی النمیسی الحنفی یاد نمود کما اینکه از بین استادانی که در مدرسه این مجموعه درس دادند می‌توان از شیخ حمدة بن محمد بن احمد الشریف یاد نمود. کاشی‌هایی که دیواره این مسجد را پوشانده است از ترکیه آورده شده است.

## نگارخانه

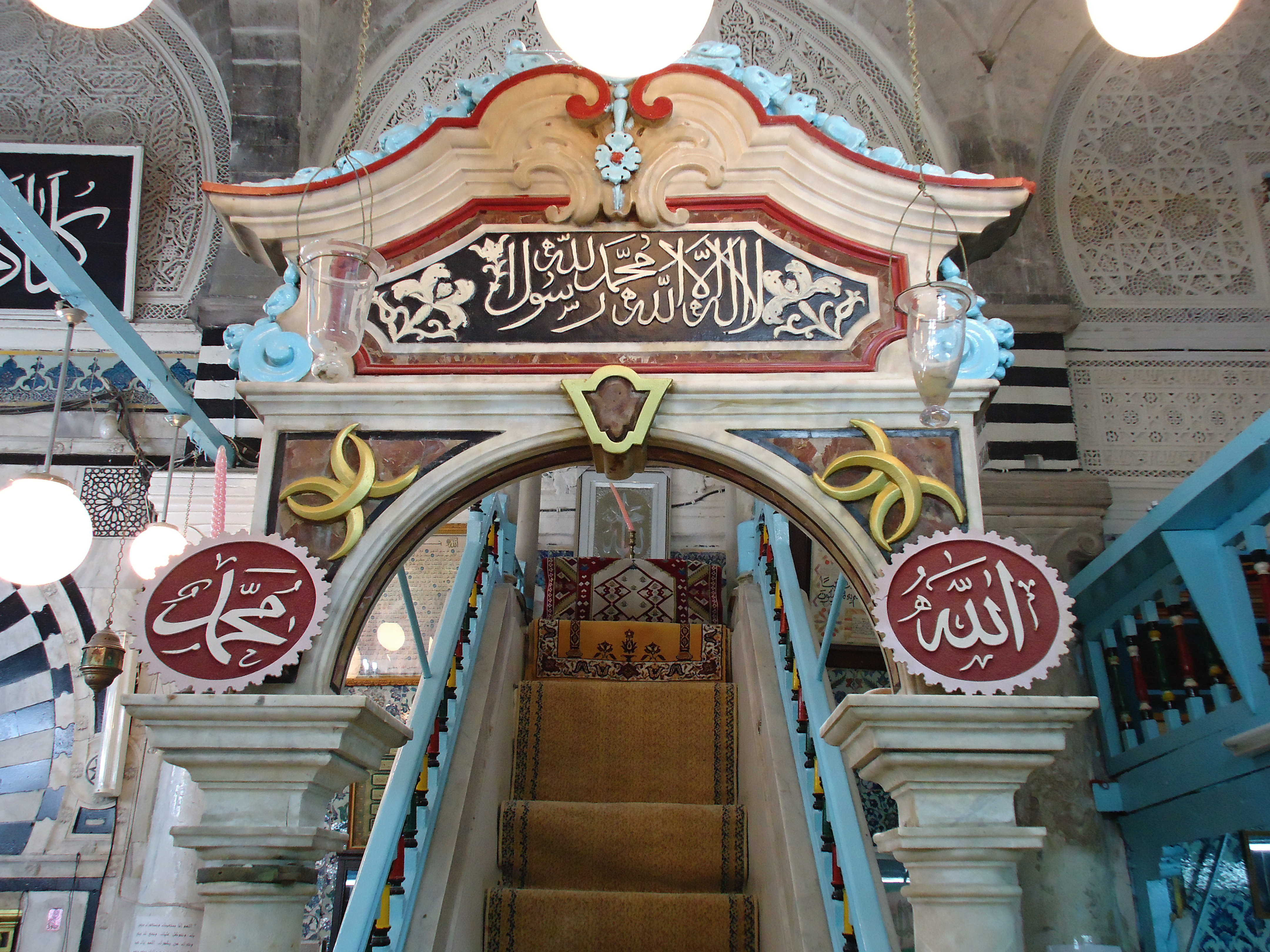
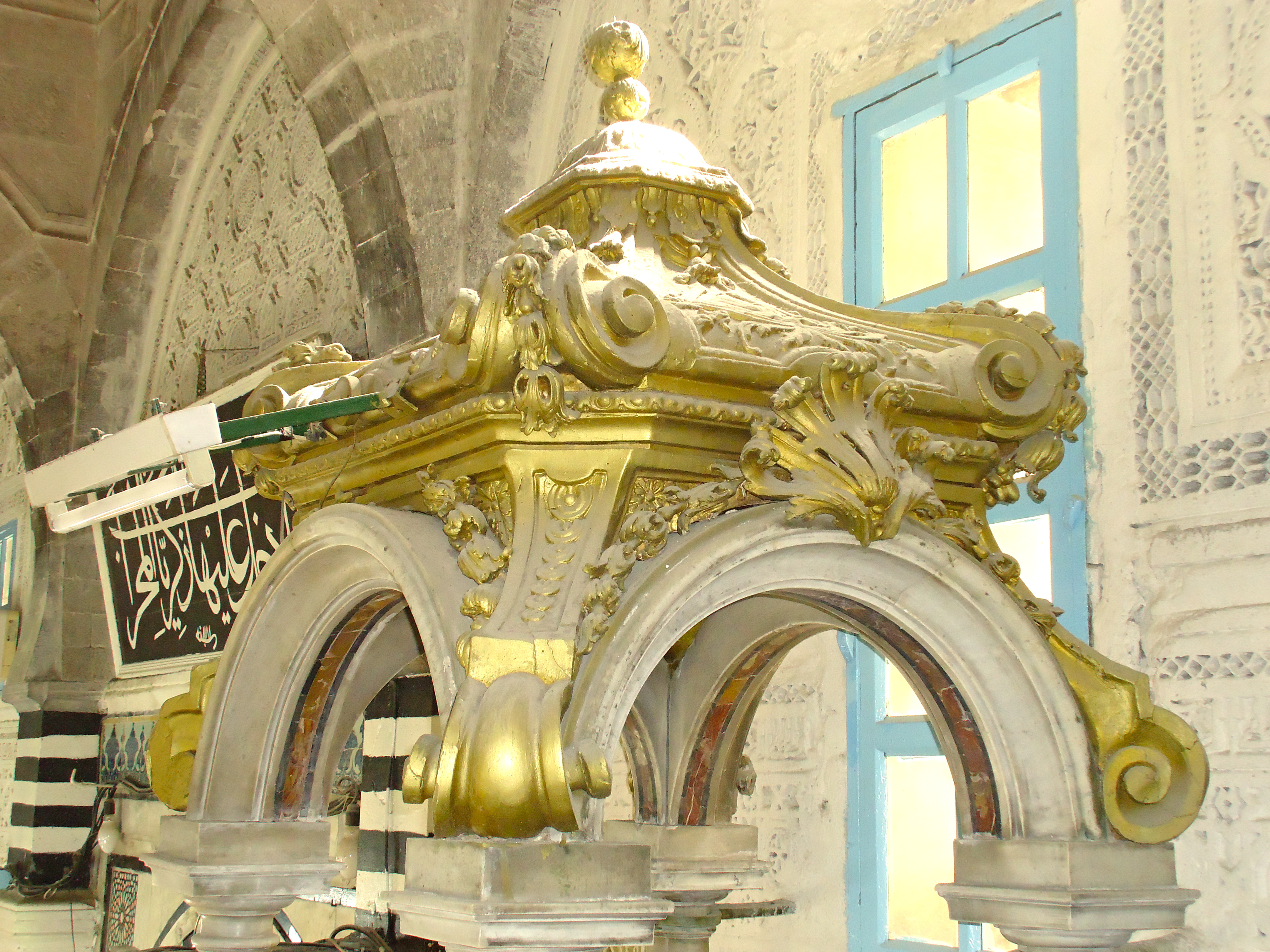
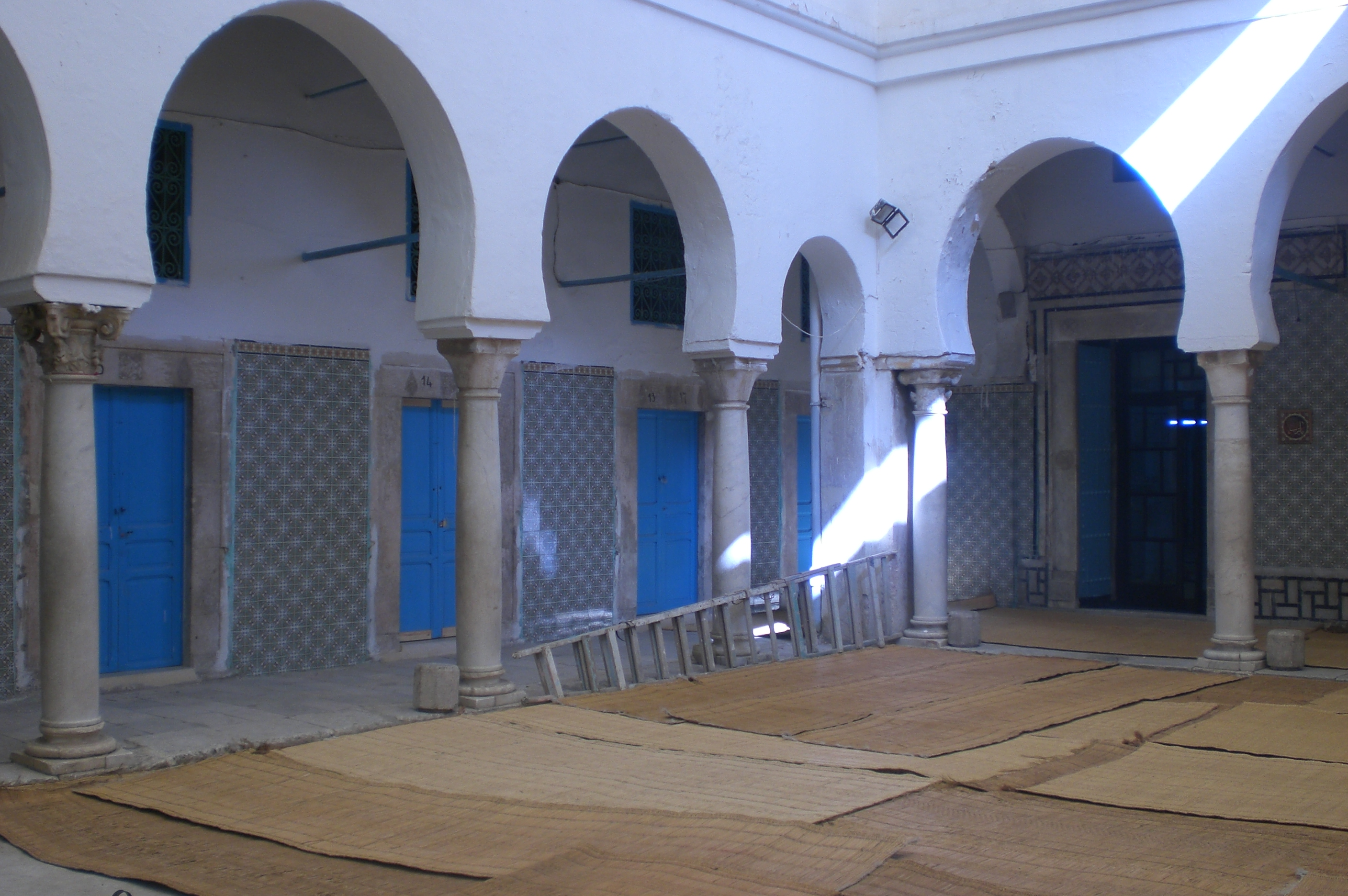